# Rusa III

Het okergele gebied duidt Urartu aan onder koning Rusa III.

Rusa(s) III of Rousa III was de dertiende en voorlaatste koning van Urartu en regeerde van 605 tot 590 v.Chr. Hij volgde zijn vader, Erimena, op.
in 590 v.Chr. werd de hoofdstad Rushahinili helemaal vernietigd door de koning van de Meden, Cyaxares II. Daarna is het einde van Urartu nogal onduidelijk. Alle citadellen uit Urartu tonen duidelijke tekenen van totale vernietiging. De Scythen speelden hierin een grote rol.
Zijn zoon, Rusa IV, volgde hem op.
Aramu · Sardur I · Ishpuinis · Menuas · Argishti I · Sardur II · Rusa I · Argishti II · Rusa II · Sardur III · Sardur IV · Erimena · Rusa III · Rusa IV